# Eydhafushi
Eydhafushi is een van de bewoonde eilanden van het Baa-atol behorende tot de Maldiven. Eydhafushi is de hoofdstad van het Baa-atol.

## Demografie
Eydhafushi telt (stand maart 2007) 1339 vrouwen en 1472 mannen.